# Batocera wallacei
Batocera wallacei är en skalbaggsart som beskrevs av Thomson 1858. Batocera wallacei ingår i släktet Batocera och familjen långhorningar. Inga underarter finns listade.

## Bildgalleri

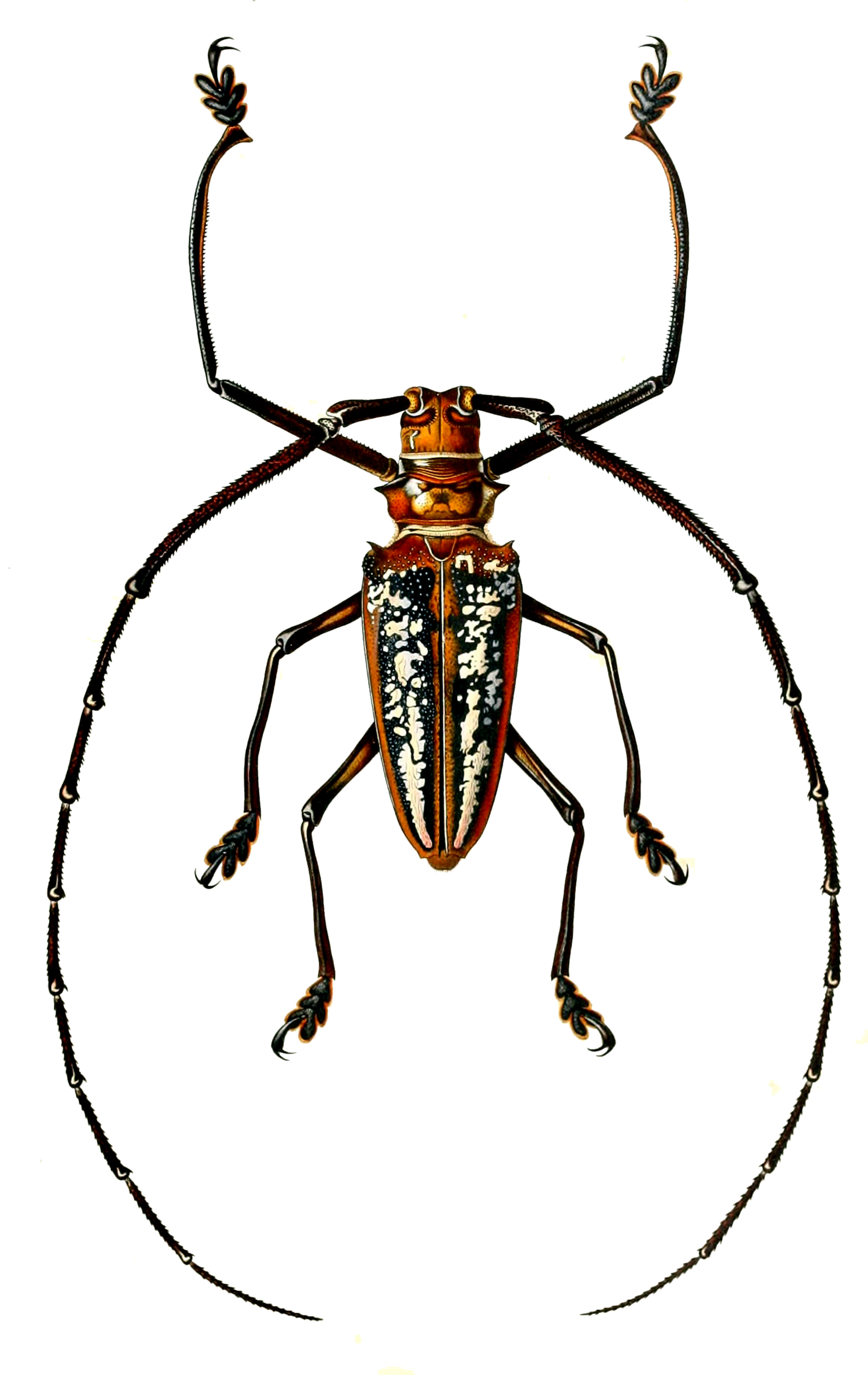
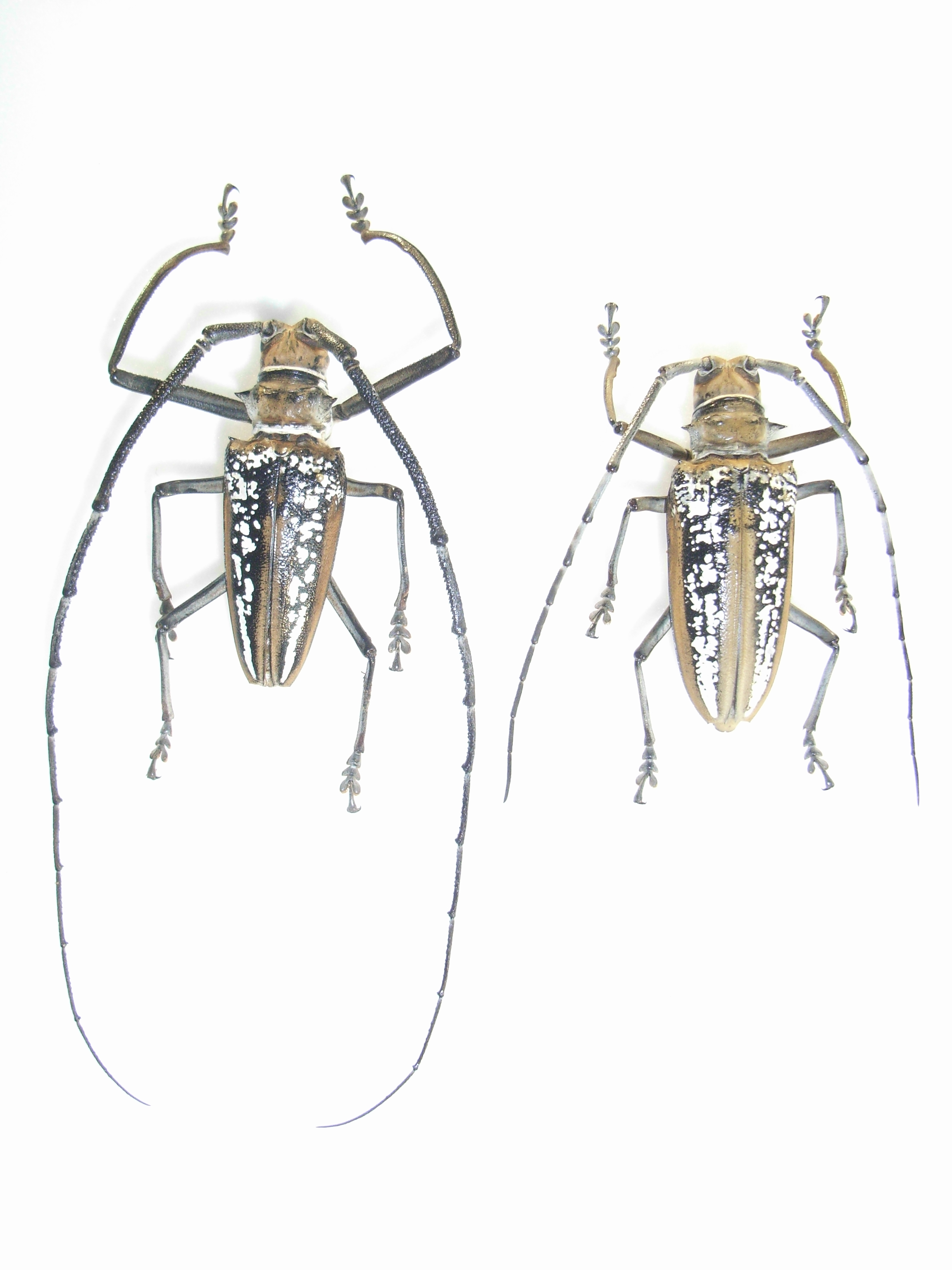
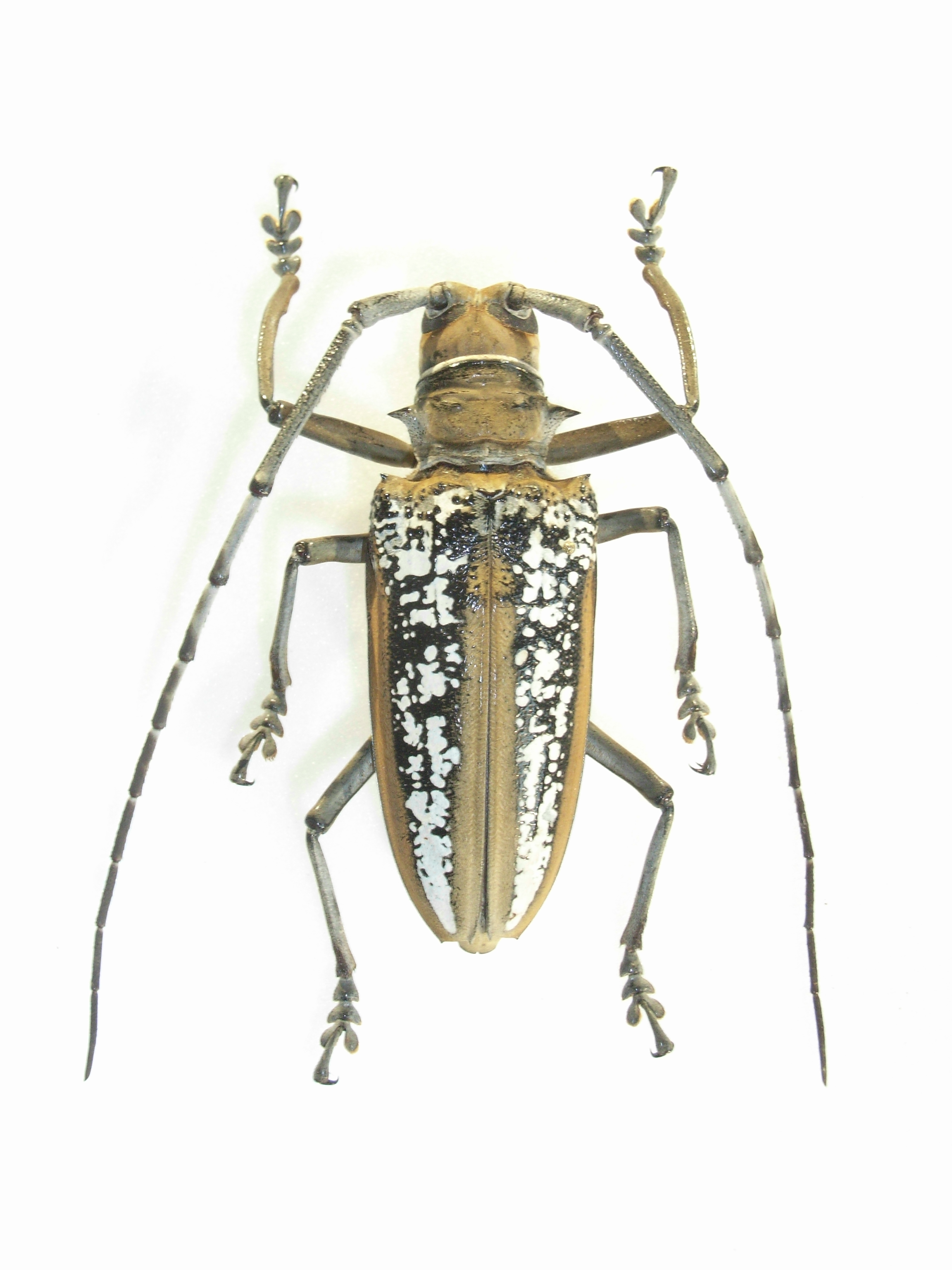
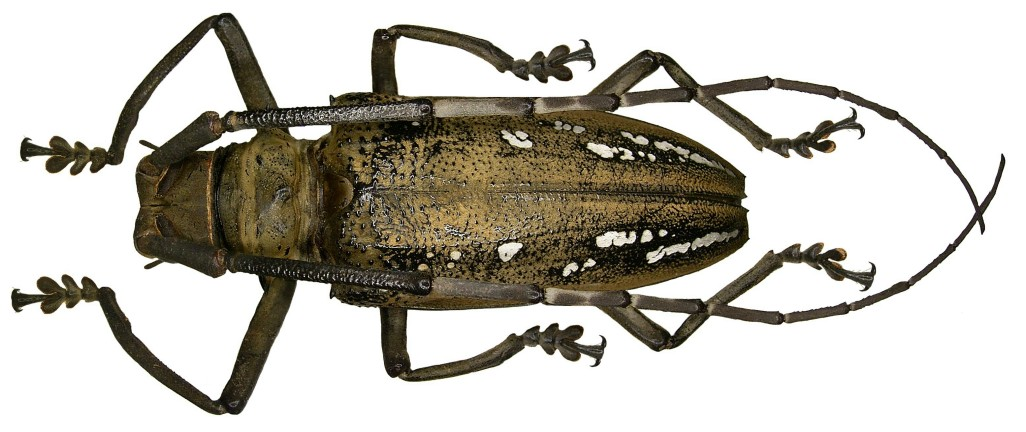